# Jean Fouconnier
Jean Fouconnier est un tireur sportif français né à Guise le 28 mars 1873.

## Biographie
Fouconnier obtient son fusil Gras (modèle 1874) pour les championnats de France en 1902.
En 1903, il est vice-président de la troisième société civile de tir Les Touristes, de la Seine.
Il est membre de la Commission de Contrôle des Finances de la fédération nationale de tir en 1904 et 1905.
Il remporte trois médailles lors des Jeux olympiques intercalaires de 1906.
En 1907, il devient membre de la Commission de contrôle des championnats.
En 1915, il est le Président de la société Le Révolver de Paris (au moins jusqu'en 1918).
(Nota bene : son frère Georges s'exerça également au tir, entre 1900 et 1906,)

## Palmarès
- Tir aux Jeux olympiques intercalaires de 1906:
  -  Pistolet Gras à 20 mètres (modèle 1873-1874);
  -  Pistolet à 50 mètres;
  -  Carabine libre par équipes, trois positions à 300 mètres.
- Recordman au révolver d'ordonnance en 1905 (le 19 novembre - 270 points)[11];
- Recordman au révolver libre en 1905 (aux stands de Maisons-Laffitte, le 29 octobre - 259 points);
- Recordman à l'arme libre en 1904 (aux stands de Maisons-Laffitte, le 24 avril - 262 points)[12];
- Recordman périodique au révolver d'ordonnance en 1904 (le 14 janvier - 262 points)[13];
- Recordman périodique à l'arme nationale (adulte) en 1903 (le 26 juin - 242 points; puis 239 points le 11 octobre)[14];
- Concours de Saint-Aubin-sur-Mer (Calvados):
  - Vainqueur du concours public au fusil Lebel, et du concours d'honneur Lebel (octobre 1906)[15];
- Grand Concours de tir international de Bruxelles:
  - Vainqueur du concours à la petite carabine à 12 mètres (juillet 1905).
- Vainqueur du Concours de Printemps à Maisons-Laffitte au révolver libre à 50 mètres, en 1905 (arme de IVe catégorie)[16].
- Concours de Reims:
  - Vainqueur du concours au sanglier mobile (novembre 1904)[17];
- Grand Concours international de Lille (Nord):
  - Vainqueur du concours d'armes de catégorie C (juillet 1904)[18].
- Vainqueur des concours de deuxième division de tir réduit, organisés par l'académie militaire et ouverts au public (novembre 1901, armes nationales (1er), carabines (1er), révolvers (2e) et pistolets (2e))[19].